# 563 Suleika
563 Suleika eller 1905 QK är en asteroid i huvudbältet, som upptäcktes 6 april 1905 av den tyske astronomen Paul Götz i Heidelberg. Den är uppkallad efter en karaktär i Så talade Zarathustra av Friedrich Nietzsche.
Asteroiden har en diameter på ungefär 53 kilometer.